# Вокзал Рекклингхаузен
Рекклингхаузенский вокзал (нем. Recklinghausen Hauptbahnhof) — главный железнодорожный вокзал города Реклингхаузен (федеральная земля Северный Рейн-Вестфалия). По немецкой системе классификации вокзал Рекклингхаузена относится к категории 3.

## История
Вокзал в Рекклингхаузене был открыт в 1870 году, когда Кёльн-Минденская железнодорожная компания проложила железнодорожный участок Гамбург-Венло.

Старое здание вокзала не сохранилось — оно было разрушено 1 апреля 1945 года во время одной из многочисленных бомбардировок британской авиации в ходе второй мировой войны. Новое стеклянное здание вокзала с высокой часовой башней было построено в 1950 году.

В 1998 году у вокзала была открыта автобусная станция.

## Движение поездов по станции Рекклингхаузен

### IC
| Линия | Маршрут |
| ----- | --- |
| IC 35 | Эмден — Лер — Мюнстер — Рекклингхаузен — Ванне-Айккель — Гельзенкирхен — Оберхаузен — Дуйсбург — Аэропорт (Дюссельдорф) — Дюссельдорф — Кёльн — Бонн — Кобленц — Трир — Люксембург |

### RE,RBиS-Bahn
| Линия | Название            | Маршрут |
| ----- | ------------------- | --- |
| RE 2  | Rhein-Haard-Express | Мюнстер — Рекклингхаузен — Ванне-Айкель — Гельзенкирхен — Эссен — Мюльхайм-ам-Рур — Дуйсбург — Аэропорт (Дюссельдорф) — Дюссельдорф |
| RB 42 | Haard-Bahn          | Мюнстер — Рекклингхаузен — Ванне-Айккель — Гельзенкирхен — Эссен                                                                    |
| S2    | S-Bahn Rhein-Ruhr   | Дортмунд — Кастроп-Рауксель — Херне — Рекклингхаузен                                                                                |